# Leone Sbrana
Leone Sbrana (Viareggio, 28 gennaio 1912 – 11 luglio 1975) è stato uno scrittore e politico italiano.
La sua prima pubblicazione risale al 1932, quando a soli vent'anni pubblica "Sera di nozze". 
Successivamente viene perseguitato come antifascista e passa due anni in un Lager tedesco situato nella Polonia occupata. Da questa sua terribile esperienza nascerà in seguito il libro "Giorni che sembrano anni" che viene premiato dall'allora importante "Premio Prato" nel 1960. 
Nel libro "La bandiera" riporta quei riferimenti anarchici che aveva vissuto nella bottega del padre, marmista. Questo racconto tratta della formazione dei primi movimenti sindacali, nati per la tutela dei lavoratori, qui rappresentati dai marinai. Nel libro scorrono le varie fasi dell'operato del protagonista, Giovanni, che poco a poco cerca di convincere sua moglie, Maria, della difficile scelta di lasciare gli "sbruffi del mare", ovvero il difficile lavoro sui vascelli in giro per il Mediterraneo, a favore di un posto "fisso" in Federazione, dove ricevere e assistere le decine di lavoratori, che spesso subiscono le angherie dei padroni. Questa lenta metamorfosi s'intreccia con la storia d'amore dei due che tra alti e bassi, rimangono uniti nel sopraggiungere dei vari problemi, sebbene anche i suoceri di Giovanni, lo contrastino spesso. Un interessante spaccato della Viareggio del periodo pre-fascista, con frequenti riferimenti ad alcuni luoghi caratteristici e ai paesaggi rivieraschi, ma anche una storia d'amore dove i due protagonisti manifestano una straordinaria forza interna, una convinzione dei fatti ben radicata e, in particolare, l'unità di una povera, ma generosa famiglia. Politicamente ha militato nel Partito Comunista Italiano, ricoprendo per molti anni la carica di Consigliere Provinciale a Lucca.
Impegnato anche sul lato culturale, fu segretario del Premio Viareggio fino al 1963. Nel libro "Il premio" racconterà delle vicissitudini vissute per difendere l'indipendenza, sia politica che culturale, del Premio Viareggio. 
Particolarmente legato alla sua città e alle storie di mare e di pescatori, farà sentire questa sua passione in libri per ragazzi come "Il mozzo di Guglielmo", "Scarpe per bambini", "Antenore il delfino" e "Pesci come noi". 
Leone Sbrana ha collaborato con Pioniere dal 1956 al 1962, con Il Pioniere dell'Unità dal 1963 al 1966 e con il Pioniere Noi Donne nel 1967. Tutti suoi scritti li troviamo nell'indice generale del Pioniere, nell'indice general e del Pioniere dell'Unità e nell'indice generale del Pioniere Noi Donne 
Scomparso nel 1975 all'età di 63 anni, Viareggio gli ha intitolato una scuola elementare e la Sala Conferenza nella sede dell'ARCI. Anche una via porta il suo nome, in prossimità della ex Pretura.